# روب جونسون (مغن مؤلف)
روب جونسون (بالإنجليزية: Robb Johnson)‏ هو مغن مؤلف بريطاني، ولد في 25 ديسمبر 1955 في ايزلورث في المملكة المتحدة.

## وصلات خارجية
- الموقع الرسمي
- روب جونسون على موقع IMDb (الإنجليزية)
- روب جونسون على موقع ميوزك برينز (الإنجليزية)
- روب جونسون على موقع ديسكوغز (الإنجليزية)